# Jürgen Barth
Jürgen Barth (født 10. december 1947 i Thum, Sachsen) er ingeniør og tidligere tysk pilot. Vinder af Le Mans 24 timer i 1977, han er søn af formel 1-køreren Edgar Barth.